# Poppy (film fra 1917)
Poppy er en amerikansk stumfilm fra 1917 af Edward José.

## Medvirkende
- Norma Talmadge som Poppy Destinn
- Eugene O'Brien som Sir Evelyn Carson
- Frederick Perry som Luce Abinger
- Jack Meredith som Dr. Bramhan
- Dorothy Rogers som Mrs. Capron